# Schemmerhofen
Schemmerhofen – miejscowość i gmina w Niemczech, w kraju związkowym Badenia-Wirtembergia, w rejencji Tybinga, w regionie Donau-Iller, w powiecie Biberach. Leży w Górnej Szwabii, ok. 10 km na północ od Biberach an der Riß.

## Współpraca
Miejscowości partnerskie:
- Alberschwende, Austria (kontakty utrzymuje dzielnica Aßmannshardt)
- Groslay, Francja
- Nofels – dzielnica Feldkirch, Austria